# Zaletta jafara
Zaletta jafara är en insektsart som beskrevs av Webb 1983. Zaletta jafara ingår i släktet Zaletta och familjen dvärgstritar. Inga underarter finns listade i Catalogue of Life.